# MCPB
Ácido 4-(4-cloro-2-metilfenoxi)butanoico (abreviado MCPB, do inglês 4-(4-chloro-2-methylphenoxy)butanoic acid) é o composto orgânico de fórmula C11H13ClO3 usado como herbicida fenoxibutírico.
Pesquisas como seu uso como hormônio estimulante de enraizamento já foram realizadas.